# Rasos

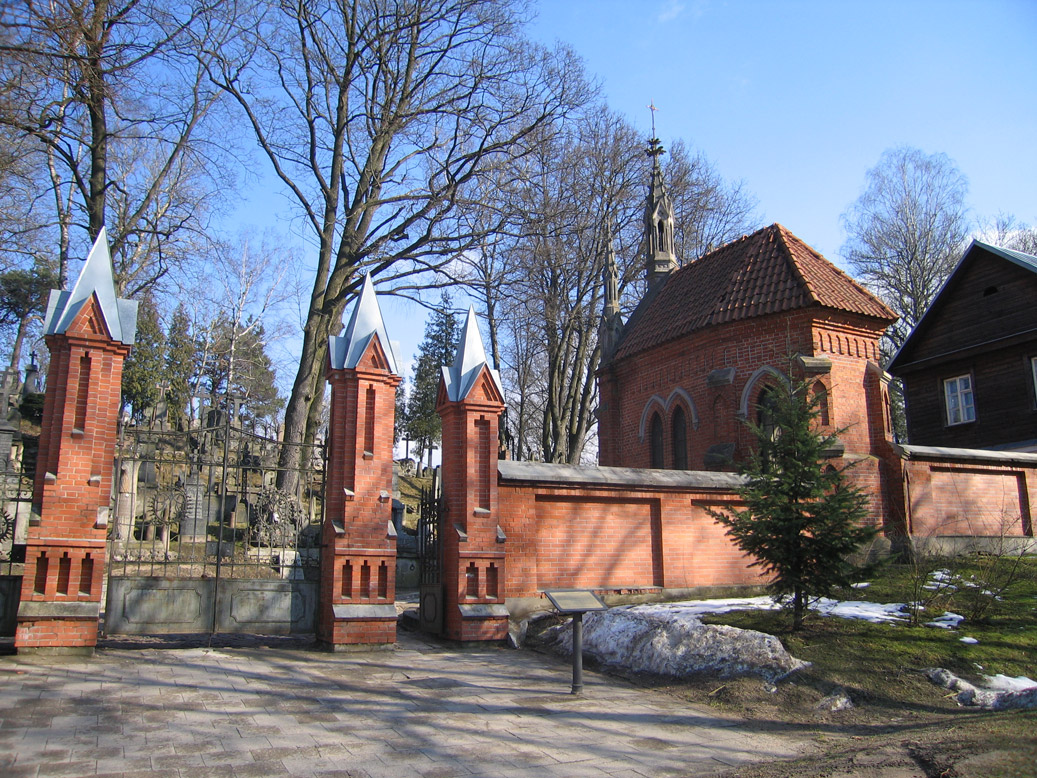
Friedhof Rasos

Rasos (polnisch Rossa) ist ein südwestlich vom Stadtzentrum gelegener Stadtteil der litauischen Hauptstadt Vilnius. Der Friedhof Rasos ist der älteste der Stadt Vilnius. In Rasos befindet sich außerdem das Zentrum für psychologische Jugendhilfe.